# Teatre romà de Segòbriga

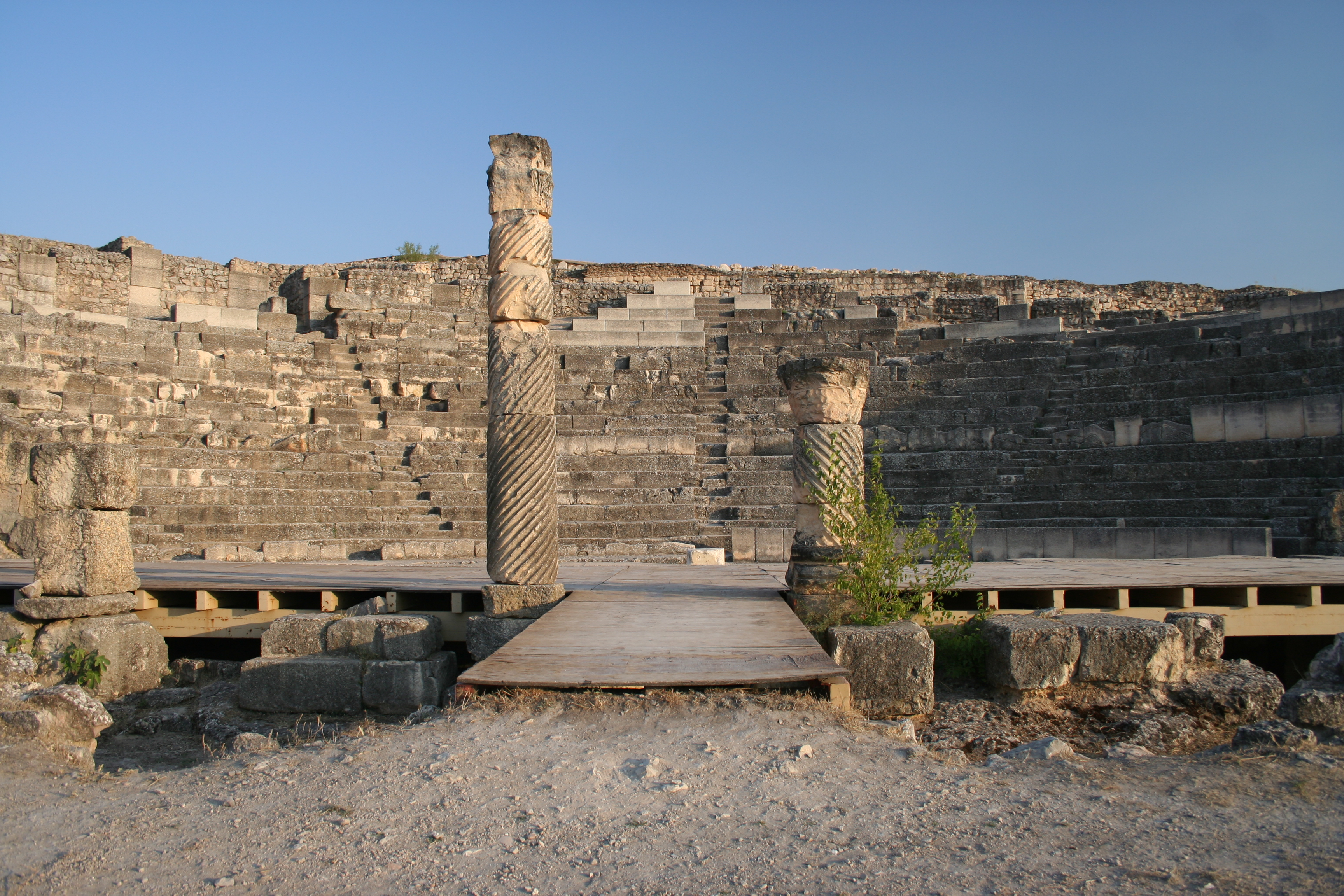
El Teatre romà de Segòbriga (Conca).

El Teatre romà de Segòbriga forma part del conjunt arqueològic del mateix nom, al municipi de Saelices a la província de Conca. És un dels teatres més petits de la Hispània romana. Es va construir molt probablement, poc després del canvi d'Era, a l'època júlia-clàudia i s'inaugurà en temps de Tit i Vespasià, cap a l'any 78 dC. Les grades, ben conservades, es dividien en tres parts.